# Liste der Baudenkmale in Hohen Viecheln
In der Liste der Baudenkmale in Hohen Viecheln sind alle denkmalgeschützten Bauten der mecklenburgischen Gemeinde Hohen Viecheln und ihrer Ortsteile aufgelistet. Grundlage ist die Veröffentlichung der Denkmalliste des Kreises Nordwestmecklenburg mit dem Stand vom 16. September 2020.

## Baudenkmale nach Ortsteilen

### Hohen Viecheln
| ID  | Lage                           | Bezeichnung                                                                       | Beschreibung | Bild                                                                              |
| --- | ------------------------------ | --------------------------------------------------------------------------------- | ------------ | --------------------------------------------------------------------------------- |
| 705 | Fritz-Reuter-Straße 36 (Karte) | Pfarrhaus                                                                         |              |                                                                                   |
| 706 | Fritz-Reuter-Straße 42 (Karte) | Schmiede                                                                          |              |                                                                                   |
| 707 | (Karte)                        | Kirche m. Eisenkreuzen von 1869 u. 1871 sowie Grabstein von 1854 auf dem Friedhof |              | Kirche m. Eisenkreuzen von 1869 u. 1871 sowie Grabstein von 1854 auf dem Friedhof |
| 708 |                                | Kriegerdenkmal                                                                    |              | Kriegerdenkmal                                                                    |

## Quelle
- Denkmalliste des Landkreises Nordwestmecklenburg (Stand: 9. November 2023; PDF, 1,2 MByte)

- Karte mit allen Koordinaten:
- OSM |
- WikiMap